# Канеко Масакі
Канеко Масакі (27 березня 1992) — японський плавець.
Учасник Олімпійських Ігор 2016 року.
Призер Чемпіонату світу з плавання на короткій воді 2016 року.
Призер Азійських ігор 2018 року.